# Hambach an der Weinstraße
Hambach an der Weinstraße – część miasta Neustadt an der Weinstraße w Niemczech, w kraju związkowym Nadrenia-Palatynat. Dawniej samodzielna gmina. W 2001 roku miały tu miejsce obrady Trójkąta Weimarskiego.
Od 2007 r. na zamku Hambach, z inicjatywy prof. Ruperta i Polskiego Związku Katolicko-Społecznego, organizowane są spotkania młodzieży z Polski (m.in. z Rzeszowa, Lublina, Krakowa, Opola, Gdańska i Warszawy), Francji i Niemiec.